# Dolmens de l'Isle Briand
Les dolmens de l'Isle Briand étaient un ensemble de trois dolmens situés au Lion-d'Angers, dans le département français de Maine-et-Loire. Un seul édifice est encore visible.

## Historique
La construction de logements de fonction pour le Haras national de l'Isle Briand a entrainé la destruction partielle du site en 1973. Une fouille de sauvetage a été entreprise par Jean L'Helgouac'h aboutissant à l'inscription du site au titre des monuments historiques en 1976.

## Description
«L'ensemble se composait de trois monuments grossièrement alignés sur 30 m de long parallèlement à la Mayenne».
Le monument le plus au nord (dolmen no 1), désormais quasiment totalement détruit, comportait un cairn à parement en partie conservé. Une grande dalle, probablement la table de couverture d'un dolmen, et un orthostate demeuraient en place au centre. Les autres supports pourraient avoir été constitués de murets en pierres sèches. L'accès à la chambre se faisait probablement par le côté nord.
Le dolmen central se compose d'une table de couverture (longueur 4,20 m et 2,50 m de largeur) reposant sur cinq supports. La chambre sépulcrale est de forme rectangulaire (7 m de long pour 2,70 m de large en moyenne) avec un grand axe orienté NNE-SSO. Elle dispose d'un couloir d'accès au milieu du côté est. Selon Jean L'Helgouac'h, par son architecture, cet édifice serait une variante des tombes transeptées de la façade atlantique (type Tumulus des Mousseaux à Pornic, Tertre de Kerleven à La Forêt-Fouesnant, Tuchenn Pol à Ploemeur), et traduirait ainsi une progression du mégalithisme armoricain vers l'Est.
Le dernier monument, le plus au sud, était trop endommagé pour en reconnaître l'architecture générale mais l'édifice était probablement du même type que le dolmen central et «peut-être inclus dans le même ensemble de murs».

## Mobilier funéraire
Le dolmen central avait été fouillé illégalement en 1949 par les enfants d'une colonie de vacances.
La fouille de sauvetage a permis de recueillir un petit mobilier mésolithique près de l'édifice sud, datant d'une installation probablement antérieure à l'édification des monuments. Le mobilier daté du Néolithique se compose principalement de céramiques : «poteries fines à décor géométrique incisé de style chasséen» (dolmen no 2), dont des fragments de coupes à socle cubique, poteries plus grossières (dolmen no 1). Le mobilier lithique correspond à des armatures de flèches (tranchantes type «Sublaine», une perçante à pédoncule et aileron) et à un outillage en silex (couteau de type pressignien, lamelles, hachette). Les éléments d'ornements étaient constitués d'une pendeloque en fibrolite polie et d'une série de trente-six perles discoïdes en séricite.
L'ensemble du mobilier correspond à une occupation datée du Néolithique moyen, dans la seconde moitié du IVe millénaire av. J.-C. (dolmen no 2), au Néolithique récent ou final (IIIe millénaire av. J.-C.). Les datations au radiocarbone des charbons retrouvés ont donné une fourchette comprise entre 3 350 av. J.-C. et 3 300 av. J.-C..